# Florin Bogardo
Florin Amedeo Bogardo (n. 16 august 1942, București — d. 15 august 2009, București) a fost un compozitor și cântăreț român de muzică ușoară. A debutat în calitate de compozitor în anul 1963. Printre cele mai cunoscute compoziții ale sale se numără „Să nu uităm (să iubim trandafirii)” (compusă în 1968 și cunoscută în interpretarea proprie și în versiunea Mihaelei Mihai), „Tu ești primăvara mea” (1973), mai cunoscută în interpretarea lui Aurelian Andreescu) și „Ani de liceu” (1986, cântată de autor alături de Stela Enache). Începând din 1976, Bogardo a scris și muzică de film.

## Primii ani, studii
Tatăl lui Florin, Oronzo Bogardo, era de origine italiană și era înscris la baroul din Drăgășani ca avocat. Fratele tatălui, Alfredo Bogardo (Drăgășani, 1908 - Milano, 1969) a fost jurnalist sportiv și autor de romane, iar însuși tatăl lui Florin, Oronzo Bogardo, a publicat un roman în 1930.
La vârsta de cinci ani, Florin începe să studieze pianul cu profesoara Cici Manta. La vârsta de 17 ani, tânărul deja compune mici lucrări în genuri culte: fantezii și preludii pentru pian, lieduri, coruri, teme cu variațiuni ș.a.
Studiază la Conservatorul „Ciprian Porumbescu” din București, secția de compoziție. Profesorii lui sunt: Victor Iușceanu și Dragoș Alexandrescu (teoria muzicii și solfegiu), Gheorghe Dumitrescu (armonie), Myriam Marbe (polifonie), Tudor Ciortea (forme muzicale), Ovidiu Varga și Octavian Lazăr Cosma (istoria muzicii), Emilia Comișel (folclor muzical) și Anatol Vieru (compoziție). În această perioadă, Bogardo scrie lucrări camerale, între care și un cvartet de coarde.

## Activitate
Debutează ca autor de muzică ușoară în 1963, la Festivalul Național de Muzică Ușoară „Mamaia”: piesa „Cum e oare?”, pe un text de Madeleine Fortunescu, este interpretată în concurs de cântăreața Margareta Pâslaru și obține premiul special al Uniunii Scriitorilor. (Compoziția a fost înregistrată la casa de discuri Electrecord pe discul Melodii din Festivalul Mamaia 1963, număr de catalog EDC 411.) În 1967, Bogardo își începe activitatea de cântăreț, de aici înainte înregistrând multe dintre compozițiile sale în două variante: cea proprie și o alta, cu un solist vocal invitat (Mihaela Mihai, Aurelian Andreescu ș.a.). A continuat colaborarea cu Margareta Pâslaru compunând douǎ melodii pe textele interpretei ("Ca tine nu e nimeni" și "Nu-i nimic") sau încredințându-i alte creații ("Sǎ nu uitǎm sǎ iubim trandafirii" - Mamaia 1969, "Casa mea").
În 1967, este angajat ca regizor muzical la Radiodifuziunea Română. Un an mai târziu, devine membru al Uniunii Compozitorilor și Muzicologilor din România. Muzicieni precum Mondial și Coral au înregistrat la Radiodifuziune cu Florin Bogardo la pupitru, către sfârșitul anilor șaizeci (discul Romanță fără ecou al formației Mondial a fost înregistrat în secret la Radiodifuziune, într-o noapte). Din 1972, Bogardo încredințează aproape toate noile compoziții soției lui, Stela Enache; cei doi cântă uneori în duet.
Compozitorul semnează coloana sonoră a filmului Bunicul și doi delicvenți minori (1976), în regia Mariei Callas-Georgescu. Va mai scrie muzica a șase pelicule, toate regizate de Nicolae Corjos: Alo, aterizează străbunica (1981), Declarație de dragoste (1985), Liceenii (1986), Extemporal la dirigenție (1987) etc. Muzica filmului Liceenii este de departe cea mai cunoscută coloană sonoră creată de Bogardo: ea însumează piese instrumentale (în care predomină sintetizatorul), înlănțuite prin tehnica leitmotivului, și celebra compoziție „Ani de liceu” (pe versuri de Șașa Georgescu). „Ani de liceu” a devenit cu timpul un veritabil imn al liceenilor români; piesa a fost înregistrată în duet de Bogardo și Stela Enache (după o încercare nereușită a actorilor din film, tinerii Ștefan Bănică jr. și Oana Sârbu).

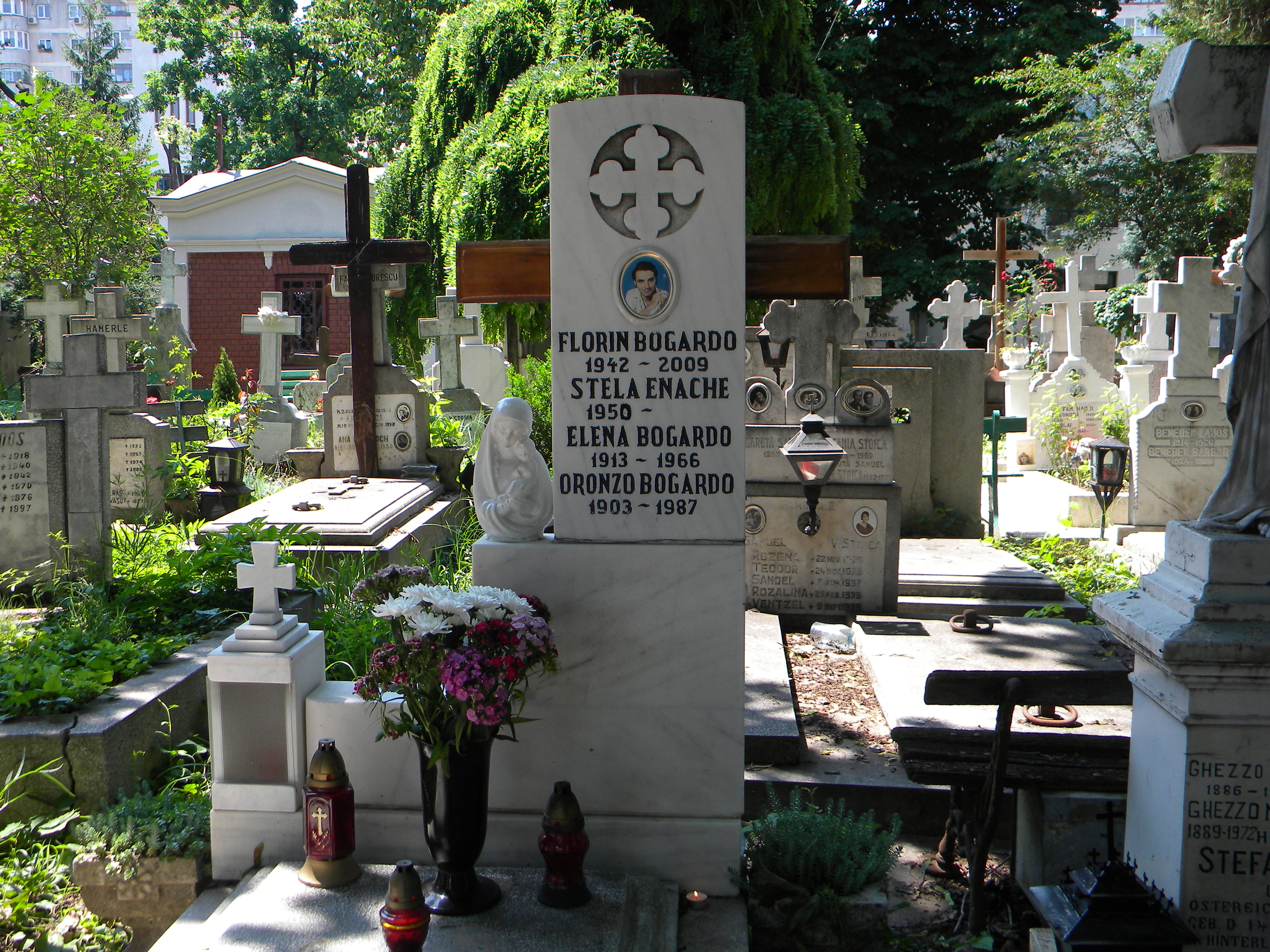
Mormântul lui Florin Bogardo

## Viață personală
Muzicianul a fost căsătorit cu interpreta Stela Enache. Cei doi au doi copii, un băiat și o fată. Conform mărturisirii soției sale, Bogardo era un om foarte discret și modest, căutând în permanență să se ferească de aparițiile în public. Era botezat în rit catolic.
Florin Bogardo a suferit de probleme cardiace timp de mai mulți ani. În august 2009 era internat la Institutul de Boli Infecțioase „Matei Balș” din București pentru investigații. În dimineața zilei de 14 august a suferit un atac cerebral, iar în dimineața următoare a murit.
Florin Bogardo este înmormântat la Cimitirul Bellu Catolic, cimitir unde-și are mormântul un alt mare romantic al muzicii ușoare românești, compozitorul Dan Iagnov.

## Discografie parțială
Piesele lui Bogardo figurează pe numeroase apariții ale casei de discuri Electrecord, fie ele discuri de autor sau colective. Există două albume înregistrate în duet de Bogardo și Stela Enache, lansate în 1985 și 1988.
| Anul  | Titlul discului                     | Format         | Casă de discuri | Nr. de catalog | Piese incluse (interpreți)                                                     |
| ----- | ----------------------------------- | -------------- | --------------- | -------------- | ------------------------------------------------------------------------------ |
| 1963  | Melodii din Festivalul Mamaia 1963  | 17 cm          | Electrecord     | EDC 411        | Cum e, oare? (M. Pâslaru)                                                      |
| 1964? | Recital de muzică ușoară românească | 25 cm, 33⅓ RPM | Electrecord     | EDD 1070       | Cum e, oare? (M. Pâslaru)                                                      |
| 1969  | —                                   | 17 cm          | Electrecord     | EDC 10.076     | Să nu uităm (M. Mihai)                                                         |
| 1969  | Melodii de Florin Bogardo           | 17 cm, 33⅓ RPM | Electrecord     | EDC 10.105     | Ora cîntecului; Izvorul nopții; Să nu uităm; Tablouri (Fl. Bogardo)            |
| 1969  | —                                   | 17 cm          | Electrecord     | EDC 10.107     | Plop înfrînt (D. Anastasiu)                                                    |
| 1970? | Muzică ușoară românească            | 25 cm          | Electrecord     | EDD 1242       | Un acoperiș (Fl. Bogardo)                                                      |
| 1970  | Mamaia '69                          | 30 cm, 33⅓ RPM | Electrecord     | EDE 0448       | Ora cîntecului (M. Mihai)                                                      |
| 1973  | Melodii de Florin Bogardo           | 17 cm          | Electrecord     | EDC 10.311     | Apari, iubire; O floare albă; Ceas de taină; Cîndva, o luntre albă (S. Enache) |
| 1976  | —                                   | 17 cm, 45 RPM  | Electrecord     | EDC 10.463     | Cînd amintirile; Flori de cîmp (F. Bogardo și S. Enache)                       |
| 1984  | Invitație la discotecă IV           | 30 cm, 33⅓ RPM | Electrecord     | EDE 02583      | Dansul e ca o vrajă (S. Enache)                                                |
| 1996  | Best of Margareta                   | CD             | Electrecord     | EDC 202        | Cum e, oare? (M. Pâslaru)                                                      |
| 2002  | —                                   | CD             | Electrecord     | EDC 403        | Un fluture și o pasăre; Tu ești primăvara mea (A. Andreescu)                   |
| 2004  | Cântecele noastre, toate            | CD             | Intercont Music | IMCD 1249      | Ani de liceu (S. Enache)                                                       |
| 2006  | Parada șlagărelor I                 | CD             | Electrecord     | EDC 622        | Diminețile mele (S. Enache)                                                    |
| 2006  | Parada șlagărelor II                | CD             | Electrecord     | EDC 678        | Să nu uităm (Fl. Bogardo)                                                      |

În anul 2008 Radio România a scos un Album de Colecție care cuprinde 4 CD-uri, intitulat „80 de ani de muzică în 80 de ani de radio - Cele mai frumoase melodii românești difuzate vreodată la radio". Dintre cele 80 de melodii, prima s-a clasat melodia lui Florin Bogardo „Tu ești primăvara mea” pe versurile Ioanei Diaconescu și în interpretarea lui Aurelian Andreescu. Florin Bogardo s-a clasat și cu o altă melodie, „Să nu uităm nicicând să iubim trandafirii”, versuri Florin Bogardo, interpretare Florin Bogardo, pe poziția 28. Albumul a fost editat de casa de discuri Roton.

## Filmografie

### Muzică de film
- Bunicul și doi delincvenți minori (1976)
- Ora zero (1979)
- Bună seara, Irina! (1980)
- Alo, aterizează străbunica!... (1981)
- Pădurea nebună (1982)
- Raliul (1984)
- Declarație de dragoste (1985)
- Liceenii (1986)
- Extemporal la dirigenție (1988)
- Telefonul (1992)

## Premii
În calitate de compozitor, Bogardo a obținut medalii la numeroase concursuri de muzică ușoară:
| Anul | Juriul                                                          | Distincția                              | Titlul piesei premiate                         |
| ---- | --------------------------------------------------------------- | --------------------------------------- | ---------------------------------------------- |
| 1963 | Festivalul Național de Muzică Ușoară „Mamaia”                   | premiul special al Uniunii Scriitorilor | Cum e, oare?                                   |
| 1969 | Festivalul Național de Muzică Ușoară „Mamaia”                   | premiul al II-lea                       | Ora cîntecului; Să nu uităm                    |
| 1970 | Concursul Național de Creație „București”                       | premiul al III-lea                      | Iertare                                        |
| 1971 | Clasamentele revistei Săptămâna                                 | laureat al referendumului anual         | —                                              |
| 1972 | Festivalul Național de Muzică Ușoară „Mamaia”                   | premiul al III-lea                      | Un fluture și o pasăre                         |
| 1972 | Festivalul Cîntecului Ostășesc „Te apăr și te cînt, patria mea” | premiul I                               | Iubirea mea, pământul strămoșesc               |
| 1973 | Festivalul Național de Muzică Ușoară „Mamaia”                   | mențiune                                | Tu ești primăvara mea                          |
| 1974 | Festivalul Național de Muzică Ușoară „Mamaia”                   | mențiune                                | Ochiul tău iubit                               |
| 1974 | Uniunea Compozitorilor și Muzicologilor din R.S.R.              | premiul de creație                      | Onor Soarelui                                  |
| 1976 | Festivalul Național de Muzică Ușoară „Mamaia”                   | premiul al III-lea                      | Definiție                                      |
| 1979 | Festivalul Național „Cântarea României”                         | premiul I                               | La Steaua                                      |
| 1981 | Uniunea Compozitorilor și Muzicologilor din R.S.R.              | premiul de creație                      | Orice om                                       |
| 1981 | Festivalul Național „Cântarea României”                         | premiul I                               | Țară de ziuă, țară de vreme; Dansul ca o vrajă |
| 1981 | Concursul Cîntecului Politic pentru Tineret                     | premiul al II-lea                       | Cîntec despre țara mea                         |
| 1982 | Uniunea Compozitorilor și Muzicologilor din R.S.R.              | premiul de creație                      | Ce simți când ești îndrăgostit                 |

## Distincții
- Ordinul național „Pentru Merit” în grad de Cavaler (1 decembrie 2000) „pentru realizări artistice remarcabile și pentru promovarea culturii, de Ziua Națională a României”[9]